# Watangpanjang
Watangpanjang is een bestuurslaag in het regentschap Lamongan van de provincie Oost-Java, Indonesië. Watangpanjang telt 1714 inwoners (volkstelling 2010).